# Do Anything You Say
Do Anything You Say is een nummer van de Britse muzikant David Bowie, uitgebracht op single in 1966. Het was zijn eerste single die alleen onder de naam David Bowie werd uitgebracht, hoewel zijn band The Buzz meespeelde. Het nummer kwam niet in de hitlijsten terecht.
In 1972 bracht Pye Records het nummer opnieuw uit, nu met "I Dig Everything" op de B-kant. Dit werd gedaan om mee te liften op het succes van Bowie tijdens zijn Ziggy Stardust-periode.

## Tracklijst
- Beide nummers geschreven door David Bowie.

1. "Do Anything You Say" - 2:32
2. "Good Morning Girl" - 2:14

## Muzikanten
- David Bowie: zang, gitaar
- John Hutchinson: gitaar
- Derek Fearnley: basgitaar
- John Eager: drums
- Derek Boyes: keyboards

Inclusief onbekende sessiemuzikanten.